# Paul Döhle
Karl Gottfried Paul Döhle (* 6. Juni 1855 in Mühlhausen/Thüringen; † 7. Dezember 1928 in Kiel) war ein deutscher Pathologe und Marine-Generalarzt der Kaiserlichen Marine.

## Lebensweg
Paul Döhle studierte an der Eberhard Karls Universität Tübingen, der Universität Leipzig, der Kaiser-Wilhelms-Universität Straßburg und der Christian-Albrechts-Universität zu Kiel Medizin.
Zum Oktober 1878 trat er in die Kaiserliche Marine ein. 1883 wurde er Assistent von Arnold Heller am Pathologischen Institut der Universität Kiel. In Kiel wurde er 1885 zum Dr. med. promoviert. 1889 habilitierte er sich für Pathologie. 1896 wurde er Professor am Pathologischen Institut. 1908 übernahm er dessen Leitung und war später bis Juni 1916 Beirat des Pathologischen Instituts. Bis zu seinem Ruhestand 1924 blieb an der Kieler Universität.
Am 17. Januar 1910 wurde er Marine-Generaloberarzt. Ab August 1916 war er bis Kriegsende im Marinekorps in Kiel eingesetzt und wurde am 31. Januar 1919 verabschiedet. Am 16. August 1920 erhielt er den Charakter als Marine-Generalarzt d. R.
Die Döhle-Körperchen (Einschlüsse in Leukozyten), die er 1911 bei 30 Scharlach-Patienten entdeckte, sind nach ihm benannt. Auch das Döhle-Heller-Syndrom bei Syphilis trägt seinen Namen.